# Business Central Towers
El complejo de las Business Central Towers consiste en dos rascacielos de 53 plantas que se sitúan en el distrito de Dubai Media City en Dubái, en los Emiratos árabes unidos. Ambas torres tienen una altura 265 metros. Las torres recuerdan en su diseño exterior al edificio Chrysler de Nueva York. Las torres alcanzaron su altura máxima en noviembre del 2007.